# Joseph Isaac
Joseph Isaac (1969) es un político dominiqués del Partido Laborista de Dominica (PLD), y presidente actual de la Cámara de la Asamblea de Dominica.
Isaac fue un miembro de la Cámara de Asamblea del Partido Unido de Trabajadores, pero cambió su lealtad al PLD. No fue elegido en las elecciones de 2019, y estuvo nombrado como candidato del PLD para la presidencia de la Cámara, y estuvo jurado en el 10 de febrero de 2020.